# Румянцев, Михаил Петрович
Граф Михаи́л Петро́вич Румя́нцев (1751—10 июня 1811) — русский военный и государственный деятель, генерал-лейтенант, сенатор, действительный тайный советник (1797).
Старший сын великого русского полководца Петра Александровича Румянцева.

## Биография
Родился в 1751 году в Москве. Получил домашнее образование, не проявляя при этом склонности к учению.

### Военная деятельность
С малолетства записанный в военную службу, в январе 1759 года был произведен в сержанты гвардии. Действительную военную службу начал в феврале 1763 года прапорщиком лейб-гвардии Преображенского полка; с января 1766 года — подпоручик.
В 1768—1769 годах находился в отпуске по болезни. В эти годы сблизился с наследником престола цесаревичем (будущим российским императором) Павлом Петровичем.
В 1771 году был произведен в поручики. В июне 1771 года в ходе русско-турецкой войны 1768—1774 годов, был назначен генерал-адъютантом при своем отце, который отослал его в боевое подразделение. Командуя батальоном, принял участие в сражении под Бухарестом и взятии Журжи, в осаде Браилова и Силистрии, во взятии Базарджика. За храбрость в этих сражениях был удостоен ордена Св. Георгия 4-й степени.
В 1774 году был послан отцом к императрице Екатерине II с известием о переходе русских войск через Дунай, в результате чего был пожалован императрицей в полковники. Затем вновь был послан отцом к императрице с известием о заключении Кючук-Кайнарджийского мира с Турцией и пожалован в генерал-майоры (июль 1774).
В 1777 году занимался набором рекрутов в русские войска для военных действий в Крыму.
В июне 1782 году был произведен в генерал-поручики. В 1783 году в армии князя Г. А. Потёмкина занимался формированием гренадерских батальонов, затем командовал кавалерией в составе 12 полков.
В начале русско-турецкой войны 1787—1791 годов находился в корпусе генерал-поручика М. В. Каховского, действовавшем в Крыму, но в результате болезни уехал в Санкт-Петербург.
В 1791—1795 годах участвовал в военных действиях в Польше, командовал войсками в Литве, а после третьего раздела Польши принимал участие в переезде бывшего польского короля Станислава Понятовского из Гродно в Санкт-Петербург.
В период с 29 ноября 1796 года по 10 апреля 1797 года — был шефом Апшеронского 81-го пехотного полка.

### Государственная деятельность
Вступивший на престол в ноябре 1796 года император Павел I в день своей коронации (апрель 1797 года) пожаловал Румянцеву чин действительного тайного советника и в том же месяце назначил его сенатором.
В 1807 году он был назначен обер-шенком Высочайшего Двора и по этой должности принимал участие в придворных празднествах.
В ноябре 1809 года у Румянцева обнаружилось сильное расстройство здоровья вплоть до припадков безумия. В начале 1811 года он был по болезни уволен со службы и отправился на Кавказские минеральные воды, где и скончался 10 июня 1811 года.
Был похоронен на офицерском кладбище при Константиногорской крепости (ныне Пятигорск), которое находилось у древних курганов.

### Семья
М. П. Румянцев женат не был и потомства не оставил.

## Награды
- Награждён орденами Св. Георгия 4-й степени (№ 262 (215); 26 ноября 1775), Св. Александра Невского (в июле 1775 года при торжественном праздновании мира с Турцией).
- 16 апреля 1809 года, по случаю бракосочетания Великой княжны Екатерины Павловны с Принцем Георгием Ольденбургским Румянцев был удостоен брильянтовых знаков к ордену св. Александра Невского[4].